# خلج (اردبیل)
خلج یک روستا در ایران است که در دهستان ارشق شرقی واقع شده‌است. خلج ۱۷ نفر جمعیت دارد.